# Temple Institute
.

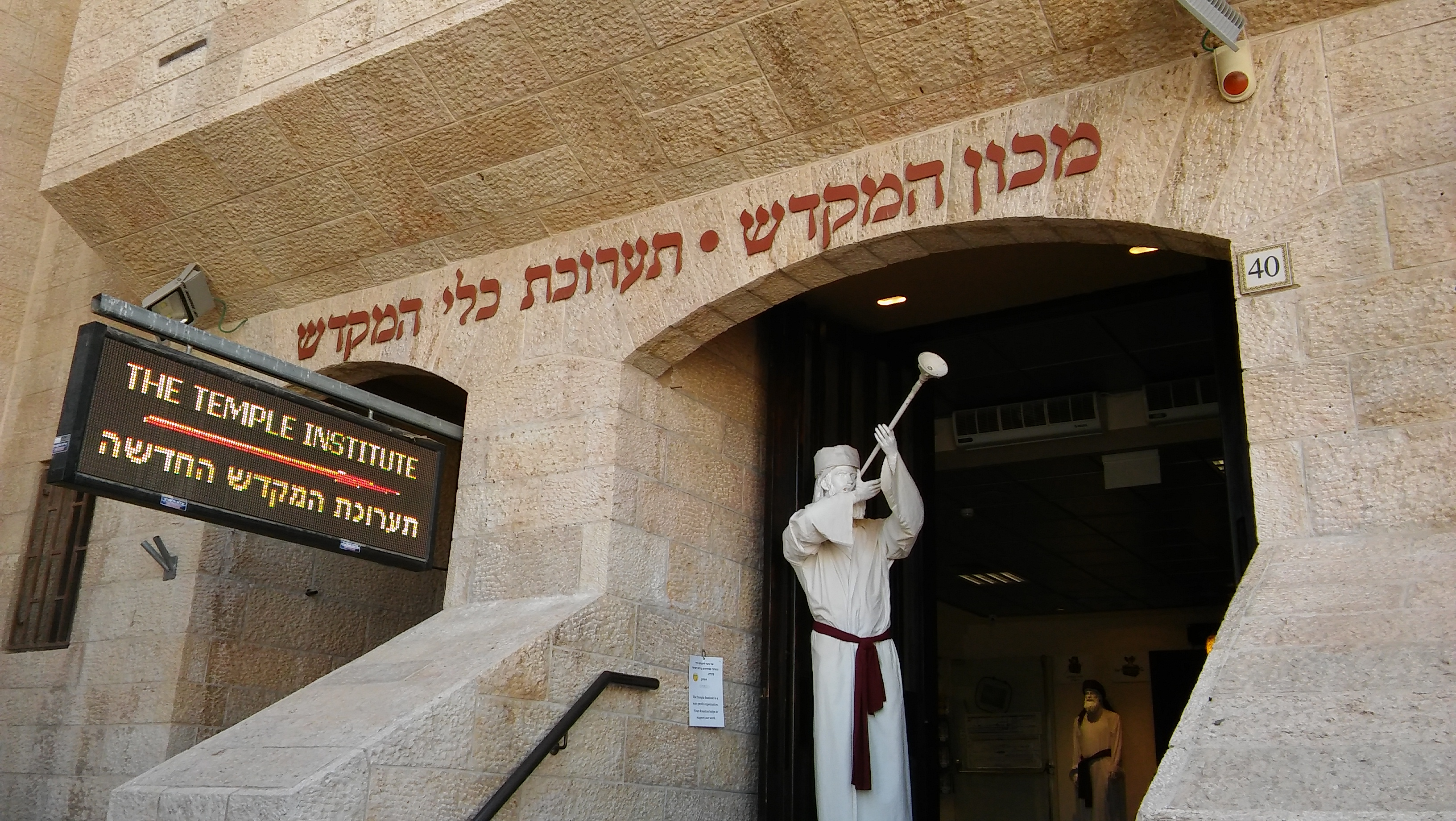

Temple Institute, på hebreiska מכון המקדש, är ett religiöst museum, forskningsinstitut och utbildningscenter i Jerusalem som bildades 1987 av Rabbi Yisrael Ariel. Institutet är tillägnat Jerusalems tempel och syftar till att skapa förutsättningar för det tredje templet på Tempelberget.
Grundaren Yisrael Ariel var en av de israeliska soldaterna som intog Tempelberget under Sexdagarskriget.